# Zunft zu Schneidern
E. E. Zunft zu Schneidern ist eine öffentlich-rechtliche Korporation der Stadt Basel und eine der zahlreichen Basler Handwerkerzünfte. Sie ist die historische Vereinigung der Schneider, Gutternmacher, Seidensticker und Altgewänder steht heute aber allen Berufsständen offen. Lange Zeit war sie mit der Zunft zu Kürschnern als sogenannte Doppelzunft verbunden.

## Anmerkung
1. ↑  E.E. steht für Eine Ehren